# Strojna
Strojna este o localitate din comuna Ravne na Koroškem, Slovenia, cu o populație de 117 locuitori.